# Rostvingad solfågel
Rostvingad solfågel (Cinnyris rufipennis) är en fågel i familjen solfåglar inom ordningen tättingar. Den beskrevs som ny art för vetenskapen så sent som 1983.

## Utseende och läte
Rostvingad solfågel är en mdelstor (12 cm) medlem av familjen. Hanen har glänsande marinblå ovansida, metalliskt bronsaktig strupe och ett blått och rött bröstband. Honan är musgrå ovan, undertill ljusare med något streckat bröst. Båda könen har unikt rostfärgade vingpaneler. Lätet beskrivs i engelsk litteratur som ett mjukt "twisk twisk", medan sången inte har beskrivits.

## Utbredning och status
Fågeln förekommer enbart i östra Tanzania, i Udzungwabergens östra förkastningen. Den behandlas som monotypisk, det vill säga att den inte delas in i några underarter.

## Status och hot
Rostvingad solfågel har ett litet utbredningsområde och en liten världspopulation bestående av uppskattningsvis endast 6 000–15 000 vuxna individer. Den tros också minska i antal till följd av habitatförlust. Fågeln är därför upptagen på internationella naturvårdsunionen IUCN:s röda lista över hotade arter, kategoriserad som sårbar (VU).